# Liga das Nações da UEFA de 2022–23
A Liga das Nações da UEFA de 2022–23 foi a terceira edição da Liga das Nações da UEFA, campeonato bienal de seleções europeias organizado pela União das Associações Europeias de Futebol (UEFA), reunindo os 55 países membros da UEFA. A competição será disputada de junho a setembro de 2022 (fase de grupos), junho de 2023 (fase final), e março de 2024 (playoffs de rebaixamento). A Espanha foi a campeã vencendo a Croácia na final por 5 a 4 nos pênaltis. 

## Formato
As 55 seleções da UEFA foram divididas em quatro ligas, com as Ligas A, B e C contendo 16 equipas cada, divididas em quatro grupos de quatro equipas. A Liga D contará com 7 equipas divididos em dois grupos, um contendo quatro equipas e o outro contendo três. As equipas foram alocadas nas ligas com base na classificação geral da Liga das Nações da UEFA de 2020–21.

## Calendário
O calendário é o seguinte. Devido a realização da Copa do Mundo FIFA de 2022 em novembro e dezembro de 2022 a fase de grupos será disputada entre junho e setembro de 2022.
| Fase                     | Rodada                      | Datas                     |
| ------------------------ | --------------------------- | ------------------------- |
| Fase de grupos           | Primeira rodada             | 1–4 de junho de 2022      |
| Fase de grupos           | Segunda rodada              | 5–8 de junho de 2022      |
| Fase de grupos           | Terceira rodada             | 9–11 de junho de 2022     |
| Fase de grupos           | Quarta rodada               | 12–14 de junho de 2022    |
| Fase de grupos           | Quinta rodada               | 22–24 de setembro de 2022 |
| Fase de grupos           | Sexta rodada                | 25–27 de setembro de 2022 |
| Fase final               | Semifinais                  | 14–15 de junho de 2023    |
| Fase final               | Disputa pelo terceiro lugar | 18 de junho de 2023       |
| Fase final               | Final                       | 18 de junho de 2023       |
| Play-off de rebaixamento | Partidas de ida             | 21–23 de março de 2024    |
| Play-off de rebaixamento | Partidas de volta           | 24–26 de março de 2024    |

A lista de jogos foi confirmada pela UEFA em 17 de dezembro de 2021, um dia após o sorteio.
Os playoffs de rebaixamento da Liga C estão programados nas mesmas datas da repescagem para a qualificações para o Campeonato Europeu de Futebol de 2024. Se uma ou mais equipas que devem participar dos playoffs de rebaixamento também se qualificarem para a repescagem, os playoffs de rebaixamento serão cancelados e os times da Liga C classificados em 47º e 48º na classificação geral serão automaticamente rebaixados.

## Chaveamento
Todas as 55 seleções da UEFA entram na competição. As equipes que terminaram no último lugar de seu grupo nas Ligas A e B, bem como os perdedores dos play-offs de rebaixamento da Liga C, da temporada 2020–21 foram rebaixados, enquanto os vencedores dos grupos das Ligas B, C e D foram promovidos. As equipes restantes permanecerão em suas respectivas ligas.
| Aumento | Promovido na temporada anterior |
| Baixa   | Rebaixado na temporada anterior |

| Pote | Seleção       | Mud     | Rank |
| ---- | ------------- | ------- | ---- |
| 1    | França        |         | 1    |
| 1    | Espanha       |         | 2    |
| 1    | Itália        |         | 3    |
| 1    | Bélgica       |         | 4    |
| 2    | Portugal      |         | 5    |
| 2    | Países Baixos |         | 6    |
| 2    | Dinamarca     |         | 7    |
| 2    | Alemanha      |         | 8    |
| 3    | Inglaterra    |         | 9    |
| 3    | Polónia       |         | 10   |
| 3    | Suíça         |         | 11   |
| 3    | Croácia       |         | 12   |
| 4    | País de Gales | Aumento | 13   |
| 4    | Áustria       | Aumento | 14   |
| 4    | Tchéquia      | Aumento | 15   |
| 4    | Hungria       | Aumento | 16   |

| Pote | Seleção              | Mud     | Rank |
| ---- | -------------------- | ------- | ---- |
| 1    | Ucrânia              | Baixa   | 17   |
| 1    | Suécia               | Baixa   | 18   |
| 1    | Bósnia e Herzegovina | Baixa   | 19   |
| 1    | Islândia             | Baixa   | 20   |
| 2    | Finlândia            |         | 21   |
| 2    | Noruega              |         | 22   |
| 2    | Escócia              |         | 23   |
| 2    | Rússia               |         | 24   |
| 3    | Israel               |         | 25   |
| 3    | Romênia              |         | 26   |
| 3    | Sérvia               |         | 27   |
| 3    | Irlanda              |         | 28   |
| 4    | Eslovênia            | Aumento | 29   |
| 4    | Montenegro           | Aumento | 30   |
| 4    | Albânia              | Aumento | 31   |
| 4    | Armênia              | Aumento | 32   |

| Pote | Seleção            | Mud     | Rank |
| ---- | ------------------ | ------- | ---- |
| 1    | Turquia            | Baixa   | 33   |
| 1    | Eslováquia         | Baixa   | 34   |
| 1    | Bulgária           | Baixa   | 35   |
| 1    | Irlanda do Norte   | Baixa   | 36   |
| 2    | Grécia             |         | 37   |
| 2    | Bielorrússia       |         | 38   |
| 2    | Luxemburgo         |         | 39   |
| 2    | Macedônia do Norte |         | 40   |
| 3    | Lituânia           |         | 41   |
| 3    | Geórgia            |         | 42   |
| 3    | Azerbaijão         |         | 43   |
| 3    | Kosovo             |         | 44   |
| 4    | Cazaquistão        |         | 45   |
| 4    | Chipre             |         | 46   |
| 4    | Gibraltar          | Aumento | 47   |
| 4    | Ilhas Faroé        | Aumento | 48   |

| Pote | Seleção       | Mud   | Rank |
| ---- | ------------- | ----- | ---- |
| 1    | Estónia       | Baixa | 49   |
| 1    | Moldávia      | Baixa | 50   |
| 1    | Liechtenstein |       | 51   |
| 1    | Malta         |       | 52   |
| 2    | Letónia       |       | 53   |
| 2    | San Marino    |       | 54   |
| 2    | Andorra       |       | 55   |

O sorteio para a fase de grupos ocorreu na sede da UEFA em Nyon na Suíça em 16 de dezembro de 2021.
Como a fase de grupos será disputada em junho e setembro de 2022, nenhuma restrição de local de inverno foi aplicada no sorteio. Por motivos políticos, Rússia e Ucrânia (devido à intervenção militar russa na Ucrânia) não puderam ser sorteadas no mesmo grupo. Devido a restrições de viagens excessivas, qualquer grupo pode conter no máximo um dos seguintes pares: Andorra e Cazaquistão, Malta e Cazaquistão, Irlanda do Norte e Cazaquistão, Gibraltar e Azerbaijão, Armênia e Islândia, Israel e Islândia.

## Liga A

### Grupo 1
| Pos | Equipe    | Pts | J | V | E | D | GP | GC | SG | Classificação ou descenso |     | Croácia | Dinamarca | França | Áustria |
| --- | --------- | --- | - | - | - | - | -- | -- | -- | ------------------------- | --- | ------- | --------- | ------ | ------- |
| 1   | Croácia   | 13  | 6 | 4 | 1 | 1 | 8  | 6  | +2 | Classificado à fase final |     | —       | 2–1       | 1–1    | 0–3     |
| 2   | Dinamarca | 12  | 6 | 4 | 0 | 2 | 9  | 5  | +4 |                           |     | 0–1     | —         | 2–0    | 2–0     |
| 3   | França    | 5   | 6 | 1 | 2 | 3 | 5  | 7  | −2 |                           | 0–1 | 1–2     | —         | 2–0    |         |
| 4   | Áustria   | 4   | 6 | 1 | 1 | 4 | 6  | 10 | −4 | Rebaixado à Liga B        |     | 1–3     | 1–2       | 1–1    | —       |

### Grupo 2
| Pos | Equipe   | Pts | J | V | E | D | GP | GC | SG | Classificação ou descenso     |     | Espanha | Portugal | Suíça | República Checa |
| --- | -------- | --- | - | - | - | - | -- | -- | -- | ----------------------------- | --- | ------- | -------- | ----- | --------------- |
| 1   | Espanha  | 11  | 6 | 3 | 2 | 1 | 8  | 5  | +3 | Qualificado para a fase final |     | —       | 1–1      | 1–2   | 2–0             |
| 2   | Portugal | 10  | 6 | 3 | 1 | 2 | 10 | 3  | +7 |                               |     | 0–1     | —        | 4–0   | 2–0             |
| 3   | Suíça    | 9   | 6 | 3 | 0 | 3 | 6  | 10 | −4 |                               | 0–1 | 1–0     | —        | 2–1   |                 |
| 4   | Tchéquia | 4   | 6 | 1 | 1 | 4 | 5  | 13 | −8 | Despromovido à Liga B         |     | 2–2     | 0–4      | 2–1   | —               |

### Grupo 3
| Pos | Equipe     | Pts | J | V | E | D | GP | GC | SG | Classificação ou descenso |     | Itália | Hungria | Alemanha | Inglaterra |
| --- | ---------- | --- | - | - | - | - | -- | -- | -- | ------------------------- | --- | ------ | ------- | -------- | ---------- |
| 1   | Itália     | 11  | 6 | 3 | 2 | 1 | 8  | 7  | +1 | Classificado à fase final |     | —      | 2–1     | 1–1      | 1–0        |
| 2   | Hungria    | 10  | 6 | 3 | 1 | 2 | 8  | 5  | +3 |                           |     | 0–2    | —       | 1–1      | 1–0        |
| 3   | Alemanha   | 7   | 6 | 1 | 4 | 1 | 11 | 9  | +2 |                           | 5–2 | 0–1    | —       | 1–1      |            |
| 4   | Inglaterra | 3   | 6 | 0 | 3 | 3 | 4  | 10 | −6 | Rebaixado à Liga B        |     | 0–0    | 0–4     | 3–3      | —          |

### Grupo 4
| Pos | Equipe        | Pts | J | V | E | D | GP | GC | SG | Classificação ou descenso |     | Países Baixos | Bélgica | Polónia | País de Gales |
| --- | ------------- | --- | - | - | - | - | -- | -- | -- | ------------------------- | --- | ------------- | ------- | ------- | ------------- |
| 1   | Países Baixos | 16  | 6 | 5 | 1 | 0 | 14 | 6  | +8 | Classificado à fase final |     | —             | 1–0     | 2–2     | 3–2           |
| 2   | Bélgica       | 10  | 6 | 3 | 1 | 2 | 11 | 8  | +3 |                           |     | 1–4           | —       | 6–1     | 2–1           |
| 3   | Polónia       | 7   | 6 | 2 | 1 | 3 | 6  | 12 | −6 |                           | 0–2 | 0–1           | —       | 2–1     |               |
| 4   | País de Gales | 1   | 6 | 0 | 1 | 5 | 6  | 11 | −5 | Rebaixado à Liga B        |     | 1–2           | 1–1     | 0–1     | —             |

### Fase final
O país sede da fase final das Liga das Nações foi definido entre os quatro classificados. As quatro associações do Grupo 4 (Bélgica, Países Baixos, Polônia e País de Gales) declaram interesse em sediar a fase final da competição. Os Países Baixos foi escolhido como sede da fase final. As partidas desta fase foram definidas por sorteio realizado em 25 de janeiro de 2023.
|  | Semifinais    | Semifinais |                |       | Final | Final |
|  |               |            |                |       |       |       |
|  | 14 de junho   |            |                |       |       |       |
|  |               |            |                |       |       |       |
|  | Países Baixos | 2          |                |       |       |       |
|  | Países Baixos | 2          | 18 de junho    |       |       |       |
|  | Croácia (Pro) | 4          |                |       |       |       |
|  | Croácia (Pro) | 4          | Croácia        | 0 (4) |       |       |
|  | 15 de junho   |            | Croácia        | 0 (4) |       |       |
|  |               | Espanha    | 0 (5)          |       |       |       |
|  | Espanha       | Espanha    | 0 (5)          | 2     |       |       |
|  | Espanha       |            |                | 2     |       |       |
|  | Itália        | 1          |                |       |       |       |
|  | Itália        | 1          | Terceiro lugar |       |       |       |
|  |               |            |                |       |       |       |
|  | 18 de junho   |            |                |       |       |       |
|  |               |            |                |       |       |       |
|  | Países Baixos | 2          |                |       |       |       |
|  | Países Baixos | 2          |                |       |       |       |
|  | Itália        | 3          |                |       |       |       |

## Liga B

### Grupo 1
| Pos | Equipe  | Pts | J | V | E | D | GP | GC | SG  | Promovido ou rebaixado |     | Escócia | Ucrânia | República da Irlanda | Arménia |
| --- | ------- | --- | - | - | - | - | -- | -- | --- | ---------------------- | --- | ------- | ------- | -------------------- | ------- |
| 1   | Escócia | 13  | 6 | 4 | 1 | 1 | 11 | 5  | +6  | Promovido à Liga A     |     | —       | 3–0     | 2–1                  | 2–0     |
| 2   | Ucrânia | 11  | 6 | 3 | 2 | 1 | 10 | 4  | +6  |                        |     | 0–0     | —       | 1–1                  | 3–0     |
| 3   | Irlanda | 7   | 6 | 2 | 1 | 3 | 8  | 7  | +1  |                        | 3–0 | 0–1     | —       | 3–2                  |         |
| 4   | Armênia | 3   | 6 | 1 | 0 | 5 | 4  | 17 | −13 | Rebaixado à Liga C     |     | 1–4     | 0–5     | 1–0                  | —       |

### Grupo 2
| Pos | Equipe   | Pts | J | V | E | D | GP | GC | SG | Promovido ou rebaixado             |     | Israel | Islândia | Albânia | Rússia |
| --- | -------- | --- | - | - | - | - | -- | -- | -- | ---------------------------------- | --- | ------ | -------- | ------- | ------ |
| 1   | Israel   | 8   | 4 | 2 | 2 | 0 | 8  | 6  | +2 | Promovido à Liga A                 |     | —      | 2–2      | 2–1     | Canc.  |
| 2   | Islândia | 4   | 4 | 0 | 4 | 0 | 6  | 6  | 0  |                                    |     | 2–2    | —        | 1–1     | Canc.  |
| 3   | Albânia  | 2   | 4 | 0 | 2 | 2 | 4  | 6  | −2 |                                    | 1–2 | 1–1    | —        | Canc.   |        |
| 4   | Rússia   | 0   | 0 | 0 | 0 | 0 | 0  | 0  | 0  | Desqualificado; rebaixado à Liga C |     | Canc.  | Canc.    | Canc.   | —      |

1. ↑  Em 2 de maio de 2022 a UEFA anunciou que a seleção Russa foi suspensa e automaticamente rebaixada para a Liga C devido a invasão do país a Ucrânia.[12]

### Grupo 3
| Pos | Equipe               | Pts | J | V | E | D | GP | GC | SG | Promovido ou rebaixado |     | Bósnia e Herzegovina | Finlândia | Montenegro | Romênia |
| --- | -------------------- | --- | - | - | - | - | -- | -- | -- | ---------------------- | --- | -------------------- | --------- | ---------- | ------- |
| 1   | Bósnia e Herzegovina | 11  | 6 | 3 | 2 | 1 | 8  | 8  | 0  | Promovido à Liga A     |     | —                    | 3–2       | 1–0        | 1–0     |
| 2   | Finlândia            | 8   | 6 | 2 | 2 | 2 | 8  | 6  | +2 |                        |     | 1–1                  | —         | 2–0        | 1–1     |
| 3   | Montenegro           | 7   | 6 | 2 | 1 | 3 | 6  | 6  | 0  |                        | 1–1 | 0–2                  | —         | 2–0        |         |
| 4   | Romênia              | 7   | 6 | 2 | 1 | 3 | 6  | 8  | −2 | Rebaixado à Liga C     |     | 4–1                  | 1–0       | 0–3        | —       |

### Grupo 4
| Pos | Equipe    | Pts | J | V | E | D | GP | GC | SG | Promovido ou rebaixado |     | Sérvia | Noruega | Eslovénia | Suécia |
| --- | --------- | --- | - | - | - | - | -- | -- | -- | ---------------------- | --- | ------ | ------- | --------- | ------ |
| 1   | Sérvia    | 13  | 6 | 4 | 1 | 1 | 13 | 5  | +8 | Promovido à Liga A     |     | —      | 0–1     | 4–1       | 4–1    |
| 2   | Noruega   | 10  | 6 | 3 | 1 | 2 | 7  | 7  | 0  |                        |     | 0–2    | —       | 0–0       | 3–2    |
| 3   | Eslovênia | 6   | 6 | 1 | 3 | 2 | 6  | 10 | −4 |                        | 2–2 | 2–1    | —       | 0–2       |        |
| 4   | Suécia    | 4   | 6 | 1 | 1 | 4 | 7  | 11 | −4 | Rebaixado à Liga C     |     | 0–1    | 1–2     | 1–1       | —      |

## Liga C

### Grupo 1
| Pos | Equipe      | Pts | J | V | E | D | GP | GC | SG  | Promovido ou classificado                 |     | Turquia | Luxemburgo | Ilhas Feroe | Lituânia |
| --- | ----------- | --- | - | - | - | - | -- | -- | --- | ----------------------------------------- | --- | ------- | ---------- | ----------- | -------- |
| 1   | Turquia     | 13  | 6 | 4 | 1 | 1 | 18 | 5  | +13 | Promovido à Liga B                        |     | —       | 3–3        | 4–0         | 2–0      |
| 2   | Luxemburgo  | 11  | 6 | 3 | 2 | 1 | 9  | 7  | +2  |                                           |     | 0–2     | —          | 2–2         | 1–0      |
| 3   | Ilhas Faroé | 8   | 6 | 2 | 2 | 2 | 7  | 10 | −3  |                                           | 2–1 | 0–1     | —          | 2–1         |          |
| 4   | Lituânia    | 1   | 6 | 0 | 1 | 5 | 2  | 14 | −12 | Classificação ao play-off de rebaixamento |     | 0–6     | 0–2        | 1–1         | —        |

### Grupo 2
| Pos | Equipe           | Pts | J | V | E | D | GP | GC | SG | Promovido ou classificado                 |     | Grécia | Kosovo | Irlanda do Norte | Chipre |
| --- | ---------------- | --- | - | - | - | - | -- | -- | -- | ----------------------------------------- | --- | ------ | ------ | ---------------- | ------ |
| 1   | Grécia           | 15  | 6 | 5 | 0 | 1 | 10 | 2  | +8 | Promovido à Liga B                        |     | —      | 2–0    | 3–1              | 3–0    |
| 2   | Kosovo           | 9   | 6 | 3 | 0 | 3 | 11 | 8  | +3 |                                           |     | 0–1    | —      | 3–2              | 5–1    |
| 3   | Irlanda do Norte | 5   | 6 | 1 | 2 | 3 | 7  | 10 | −3 |                                           | 0–1 | 2–1    | —      | 2–2              |        |
| 4   | Chipre           | 5   | 6 | 1 | 2 | 3 | 4  | 12 | −8 | Classificação ao play-off de rebaixamento |     | 1–0    | 0–2    | 0–0              | —      |

### Grupo 3
| Pos | Equipe       | Pts | J | V | E | D | GP | GC | SG | Promovido ou classificado                 |     | Cazaquistão | Azerbaijão | Eslováquia | Bielorrússia |
| --- | ------------ | --- | - | - | - | - | -- | -- | -- | ----------------------------------------- | --- | ----------- | ---------- | ---------- | ------------ |
| 1   | Cazaquistão  | 13  | 6 | 4 | 1 | 1 | 8  | 6  | +2 | Promovido à Liga B                        |     | —           | 2–0        | 2–1        | 2–1          |
| 2   | Azerbaijão   | 10  | 6 | 3 | 1 | 2 | 7  | 4  | +3 |                                           |     | 3–0         | —          | 0–1        | 2–0          |
| 3   | Eslováquia   | 7   | 6 | 2 | 1 | 3 | 5  | 6  | −1 |                                           | 0–1 | 1–2         | —          | 1–1        |              |
| 4   | Bielorrússia | 3   | 6 | 0 | 3 | 3 | 3  | 7  | −4 | Classificação ao play-off de rebaixamento |     | 1–1         | 0–0        | 0–1        | —            |

### Grupo 4
| Pos | Equipe             | Pts | J | V | E | D | GP | GC | SG  | Promovido ou classificado                 |     | Geórgia | Bulgária | Macedónia do Norte | Gibraltar |
| --- | ------------------ | --- | - | - | - | - | -- | -- | --- | ----------------------------------------- | --- | ------- | -------- | ------------------ | --------- |
| 1   | Geórgia            | 16  | 6 | 5 | 1 | 0 | 16 | 3  | +13 | Promovido à Liga B                        |     | —       | 0–0      | 2–0                | 4–0       |
| 2   | Bulgária           | 9   | 6 | 2 | 3 | 1 | 10 | 8  | +2  |                                           |     | 2–5     | —        | 1–1                | 5–1       |
| 3   | Macedônia do Norte | 7   | 6 | 2 | 1 | 3 | 7  | 7  | 0   |                                           | 0–3 | 0–1     | —        | 4–0                |           |
| 4   | Gibraltar          | 1   | 6 | 0 | 1 | 5 | 3  | 18 | −15 | Classificação ao play-off de rebaixamento |     | 1–2     | 1–1      | 0–2                | —         |

### Playoff de rebaixamento
| Equipe 1  | Total | Equipe 2 | 1.º jogo | 2.º jogo |
| --------- | ----- | -------- | -------- | -------- |
| Gibraltar | 0–1   | Lituânia | 0–1      | 24 mar   |

## Liga D

### Grupo 1
| Pos | Equipe        | Pts | J | V | E | D | GP | GC | SG  | Promovido          |     | Letónia | Moldávia | Andorra | Liechtenstein |
| --- | ------------- | --- | - | - | - | - | -- | -- | --- | ------------------ | --- | ------- | -------- | ------- | ------------- |
| 1   | Letónia       | 13  | 6 | 4 | 1 | 1 | 12 | 5  | +7  | Promovido à Liga C |     | —       | 1–2      | 3–0     | 1–0           |
| 2   | Moldávia      | 13  | 6 | 4 | 1 | 1 | 10 | 6  | +4  |                    |     | 2–4     | —        | 2–1     | 2–0           |
| 3   | Andorra       | 8   | 6 | 2 | 2 | 2 | 6  | 7  | −1  |                    | 1–1 | 0–0     | —        | 2–1     |               |
| 4   | Liechtenstein | 0   | 6 | 0 | 0 | 6 | 1  | 11 | −10 |                    | 0–2 | 0–2     | 0–2      | —       |               |

### Grupo 2
| Pos | Equipe     | Pts | J | V | E | D | GP | GC | SG | Promovido          |     | Estónia | Malta | San Marino |
| --- | ---------- | --- | - | - | - | - | -- | -- | -- | ------------------ | --- | ------- | ----- | ---------- |
| 1   | Estónia    | 12  | 4 | 4 | 0 | 0 | 10 | 2  | +8 | Promovido à Liga C |     | —       | 2–1   | 2–0        |
| 2   | Malta      | 6   | 4 | 2 | 0 | 2 | 5  | 4  | +1 |                    |     | 1–2     | —     | 1–0        |
| 3   | San Marino | 0   | 4 | 0 | 0 | 4 | 0  | 9  | −9 |                    | 0–4 | 0–2     | —     |            |

## Classificação geral
Os resultados de cada equipe são usados para calcular a classificação geral da competição, que foram usados para classificação no sorteio da fase de grupos de qualificação para a Euro 2024 da UEFA.
| Pos | Equipe        | Pts | J |
| --- | ------------- | --- | - |
| TBD | Países Baixos | 16  | 6 |
| TBD | Croácia       | 13  | 6 |
| TBD | Espanha       | 11  | 6 |
| TBD | Itália        | 11  | 6 |
|     |               |     |   |
| 5   | Dinamarca     | 12  | 6 |
| 6   | Portugal      | 10  | 6 |
| 7   | Bélgica       | 10  | 6 |
| 8   | Hungria       | 10  | 6 |
|     |               |     |   |
| 9   | Suíça         | 9   | 6 |
| 10  | Alemanha      | 7   | 6 |
| 11  | Polónia       | 7   | 6 |
| 12  | França        | 5   | 6 |
|     |               |     |   |
| 13  | Áustria       | 4   | 6 |
| 14  | Tchéquia      | 4   | 6 |
| 15  | Inglaterra    | 3   | 6 |
| 16  | País de Gales | 1   | 6 |

| Pos | Equipe               | Pts | J |
| --- | -------------------- | --- | - |
| 17  | Sérvia               | 13  | 6 |
| 18  | Escócia              | 13  | 6 |
| 19  | Ucrânia              | 11  | 6 |
| 20  | Bósnia e Herzegovina | 11  | 6 |
|     |                      |     |   |
| 21  | Noruega              | 10  | 6 |
| 22  | Finlândia            | 8   | 6 |
| 23  | Israel               | 8   | 4 |
| 24  | Irlanda              | 7   | 6 |
|     |                      |     |   |
| 25  | Montenegro           | 7   | 6 |
| 26  | Romênia              | 7   | 6 |
| 27  | Eslovênia            | 6   | 6 |
| 28  | Islândia             | 4   | 4 |
|     |                      |     |   |
| 29  | Suécia               | 4   | 6 |
| 30  | Armênia              | 3   | 6 |
| 31  | Albânia              | 2   | 4 |
| 32  | Rússia               | 0   | 0 |

| Pos | Equipe             | Pts | J |
| --- | ------------------ | --- | - |
| 33  | Geórgia            | 16  | 6 |
| 34  | Grécia             | 15  | 6 |
| 35  | Turquia            | 13  | 6 |
| 36  | Cazaquistão        | 13  | 6 |
|     |                    |     |   |
| 37  | Luxemburgo         | 11  | 6 |
| 38  | Azerbaijão         | 10  | 6 |
| 39  | Kosovo             | 9   | 6 |
| 40  | Bulgária           | 9   | 6 |
|     |                    |     |   |
| 41  | Ilhas Faroé        | 8   | 6 |
| 42  | Macedônia do Norte | 7   | 6 |
| 43  | Eslováquia         | 7   | 6 |
| 44  | Irlanda do Norte   | 5   | 6 |
|     |                    |     |   |
| 45  | Chipre             | 5   | 6 |
| 46  | Bielorrússia       | 3   | 6 |
| 47  | Lituânia           | 1   | 6 |
| 48  | Gibraltar          | 1   | 6 |

| Pos | Equipe        | Pts | J |
| --- | ------------- | --- | - |
| 49  | Letónia       | 13  | 6 |
| 50  | Moldávia      | 13  | 6 |
|     |               |     |   |
| 51  | Estónia       | 12  | 4 |
| 52  | Andorra       | 8   | 6 |
|     |               |     |   |
| 53  | Malta         | 6   | 4 |
| 54  | San Marino    | 0   | 4 |
|     |               |     |   |
| 55  | Liechtenstein | 0   | 6 |